# Erehof Hellendoorn
Erehof Hellendoorn is gelegen op de algemene begraafplaats van Hellendoorn in de Nederlandse provincie Overijssel aan de zuidzijde van het dorp. Er staan 15 stenen met daarop de volgende namen:
| Naam                       | Functie                      | Onderdeel                         | Squadron      | Overleden  | Leeftijd |
| -------------------------- | ---------------------------- | --------------------------------- | ------------- | ---------- | -------- |
| Donald William Ashworth    | Piloot                       | Royal Air Force Volunteer Reserve | 57e Squadron  | 20-06-1942 | 19       |
| William Edward Collis      | Waarnemer                    | Royal Air Force Volunteer Reserve | 57e Squadron  | 20-06-1942 | 24       |
| Harry Arthur Payne         | Radio-operator/boordschutter | Royal Air Force Volunteer Reserve | 57e Squadron  | 20-06-1942 | 20       |
| Barton Chadwick            | Radio-operator/boordschutter | Royal Air Force Volunteer Reserve | 57e Squadron  | 20-06-1942 | 22       |
| Charles John Morgang       | Boordschutter                | Royal Air Force Volunteer Reserve | 57e Squadron  | 20-06-1942 | 22       |
| Weiland Fairfax Ensor      | Sergeant                     | Royal New Zealand Air Force       | 158e Squadron | 15-10-1942 | 29       |
| Ernest George Edwards      | Sergeant                     | Royal Air Force Volunteer Reserve | 158e Squadron | 15-10-1942 | 26       |
| Arthur Ewart Bell          | Sergeant                     | Royal Air Force Volunteer Reserve | 158e Squadron | 15-10-1942 | 30       |
| Ronald Jones               | Sergeant                     | Royal Air Force Volunteer Reserve | 158e Squadron | 15-10-1942 |          |
| William Charles Warne      | Sergeant                     | Royal Air Force Volunteer Reserve | 158e Squadron | 15-10-1942 |          |
| Stanley George Jenner      | Sergeant                     | Royal Air Force Volunteer Reserve | 158e Squadron | 15-10-1942 | 20       |
| Ronald William Doidge      | F/O                          | Royal Canadian Air Force          | 440e Squadron | 20-10-1944 | 21       |
| Alec Elliot                | Luitenant                    | Royal Air Force Volunteer Reserve | 158e Squadron | 05-01-1945 | 25       |
| Ivan James Vincent Wallace | F/O                          | Royal Canadian Air Force          | 438e Squadron | 23-01-1945 | 24       |
| Leo McAuliffe              | Luitenant                    | Royal Australian Air Force        | 222e Squadron | 17-03-1945 | 24       |

## Geschiedenis
Op 20 juni 1942 was een Wellington-bommenwerper, de Z1611 van het 57e Squadron, op missie richting Emden. Boven Overijssel aangekomen, werd de bommenwerper aangevallen door een Duitse nachtjager. De bommenwerper stortte neer in een weiland aan de Mekkelinkweg in Rhaan. Brandende delen zetten het rieten dak van een nabijgelegen boerderij in vlammen. De vijf bemanningsleden kwamen daarbij om het leven. Twee dagen later werden zij met militaire eer begraven op de algemene begraafplaats van Hellendoorn.
Op 15 oktober 1942 was een Handley Page Hampden II, de W1108 van het 158e Squadron, op missie richting Keulen toen deze werd aangevallen door een Duitse nachtjager. Het toestel stortte van grote hoogte neer op de z.g. Hellendoornse es op een stuk land bij de Koetreeweg nr. 1. Op een na kwamen alle bemanningsleden om het leven. De enige overlevende was de navigator Fernie, die hangend aan zijn parachute, zwaargewond, in Bornerbroek terechtkwam. De 6 omgekomen bemanningsleden werden begraven op de algemene begraafplaats van Hellendoorn.
Op 20 oktober 1944 vloog een Hawker Typhoon, de PD469 van het 440e Squadron, in een formatie van 7 Typhoons boven Nijverdal in Overijssel met als doel onder meer de spoorbrug in Nijverdal. Het toestel van de Canadese piloot R.W. Doidge werd getroffen door de eigen vuur en stortte neer bij de fabriek van de Koninklijke Stoom Weverij, het huidige Ten Cate. De piloot kwam op het dak van een metalen loods van de fabriek terecht en overleefde de crash niet. Hij werd begraven op de algemene begraafplaats van Hellendoorn.
Op 5 januari 1945 was het druk in de lucht. Een groot aantal bommenwerpers vloog een missie richting Hannover. Een van de bommenwerpers, een Handley Page Halifax, de NR251 van het 158e Squadron, werd boven Duitsland getroffen door de luchtafweer. Op de terugweg boven Almelo werd de bommenwerper door een nachtjager in brand geschoten. Drie van de vier motoren raakten beschadigd. De piloot Elliot gaf zijn bemanning opdracht om te springen. Nadat de bemanning was gesprongen, was het te laat voor de piloot: hij werd met een halfgeopende parachute gevonden naast het neergestorte vliegtuig nabij de Raalterdijk in Haarle. De overige bemanningsleden:
| A.M. Norris  | Navigator            | 21 | Krijgsgevangen |
| D. McMahon   | Boordschutter        | 20 | Krijgsgevangen |
| A.H. Croad   | Bommenrichter        | 20 | Ondergedoken   |
| P. D. Watson | Radio-operator       | 19 | Ondergedoken   |
| W.B. Morton  | Boordwerktuigkundige | 18 | Krijgsgevangen |
| R.H. Dickson | Staartschutter       | 23 | Ondergedoken   |

Op 23 januari 1945 voerden Hawker Typhoon-jachtvliegtuigen een aanval uit op de spoorlijn bij Haarle. Mogelijk door motorpech stortte een van de Hawker Typhoons, de RB333 van het 438e Squadron, neer bij een woning aan de Veldhuisweg 10 in Haarle. De piloot kwam daarbij om het leven en werd begraven op de algemene begraafplaats van Hellendoorn. Bij de aanval werden ook nog een boerderij en een hooiberg getroffen, waar twee mannen die daar werkzaam waren eveneens om het leven kwamen.
Op 17 maart 1945 stegen twee Hawker Tempest-gevechtsvliegtuigen op vanaf de vliegbasis Gilze-Rijen om in het noorden verkenningen uit te voeren. Wat er precies is misgegaan, is onbekend, maar een van de twee vliegtuigen, de NV710 van het 222e Squadron, stortte neer in Eedge in de berm van de Reefhuisweg ter hoogte van huisnummer 3. De piloot, de Australiër luitenant L. McAuliffe, kwam bij de crash om het leven en werd begraven op de algemene begraafplaats van Hellendoorn.